# Пунака (град)
Пунака (на дзонгкха: སྤུ་ན་ཁ་) е административен център на Пунака, една от 20-те области на Бутан. Пунака е столица на Бутан и седалище на правителството до 1955 г., когато столицата е преместена в Тхимпху. Намира се на около 72 км от Тхимпху и отнема около 3 часа път с кола от столицата Тхимпху. За разлика от Тхимпху тук е доста топло през зимата и горещо през лятото. Намира се на надморска височина от 1200 метра и оризът се отглежда като основна култура по речните долини на две основни реки на Бутан, Фо Чу и Мо Чу. Дзонгка се говори широко в този район.